# Carolina Ödman-Govender
Carolina Ödman-Govender (3 de julio  de 1974 -14 de noviembre de 2022) fue una  astrofísica suiza, profesora en la Universidad del Cabo Occidental. En 2018 fue galardonada con el Special Executive Committee Award for Astronomy Outreach, Development and Education  (en español, Premio Especial del Comité Ejecutivo por el Compromiso con la Astronomía, el Desarrollo y la Educación).

## Biografía
Ödman creció en Suiza. Se decantó por estudiar una carrera de ciencias tras sentirse inspirada por su profesor de física del instituto. Comenzó a estudiar física en el Escuela Politécnica Federal de Lausana y se graduó en 2000. Obtuvo su doctorado en la Universidad de Cambridge, donde fue miembro del Trinity Hall. Fue investigadora postdoctoral en la Universidad de Roma La Sapienza, donde trabajó en la energía oscura. También ha sido asesora para la UNESCO, donde trabajó en el impacto de la ciencia y la tecnología en la sociedad. Empezó a interesarse por los aspectos filosóficos de la ciencia, como, por ejemplo, por qué las personas están interesadas en la astronomía.

## Investigación
En 2005 Ödman pasó a la Universidad de Leiden como directora de un proyecto internacional, donde trabajó con George Miley. Entre otros logros esto implicó la creación del grupo de trabajo Astronomy for Africa (en español, Astronomía para África) y dirigir el proyecto Universe Awareness (UNAWE). Universe Awareness es un programa de divulgación para incentivar a las niñas y niños con la astronomía, en el que han participado más de 400 000 de 60 países diferentes. Se unió al proyecto de Square Kilometre Array del Observatorio Astronómico Sudafricano en 2010. Ödman fue nombrada Directora de desarrollo académico en el Instituto africano para Ciencias Matemáticas en 2011. En 2012 recibió el premio Science Prize for Online Resource in Education (SPORE) de la revista Science por su trabajo en el proyecto Universe Awareness. Fue parte del equipo que creó el proyecto Galileo Mobile.
En 2018 Ödman fue nombrada directora asociada del Centro Interuniversitario para Astronomía y Astrofísica, así como profesora asociada en la  Universidad del Cabo Occidental.